# 手順
| ウィキペディアには「手順」という見出しの百科事典記事はありません（タイトルに「手順」を含むページの一覧/「手順」で始まるページの一覧）。 代わりにウィクショナリーのページ「手順」が役に立つかもしれません。 |